# Derry
Derry hay Londonderry là thành phố lớn thứ hai ở Bắc Ireland và là thành phố lớn thứ tư trên đảo Ireland. Derry tên gọi Anh hóa của tên bằng tiếng Ailen Doire hoặc Doire Cholmcille có nghĩa là "gỗ sồi Colmcille ". Vào năm 1613, thành phố cấp một Hiến chương Hoàng gia được vua James I và tiền tố "London" đã được bổ sung, thay đổi tên của thành phố Londonderry. Trong khi thành phố thường được biết đến như Derry, Londonderry là cũng được sử dụng và vẫn là tên hợp pháp.
Thành phố có tường thành cổ nằm trên bờ phía tây của sông Foyle có hai cầu đường bộ bắc qua và một cầu cho người đi bộ. Thành phố hiện nay bao gồm cả hai bờ (Cityside về phía tây và Waterside về phía đông). Quận thành phố cũng mở rộng đến các khu vực nông thôn phía đông nam. Dân số của thành phố thích hợp (các khu vực được xác định bởi điều lệ của thế kỷ 17) là 83.652 người, trong điều tra dân số năm 2001, trong khi vùng đô thị Derry có dân số 90.663 người. Khu vực Hội đồng thành phố Derry có dân số 107.300 người tại thời điểm tháng 6 năm 2006. Quận được quản lý bởi Hội đồng thành phố Derry và chứa cả hai cảng Londonderry và thành phố sân bay Derry.
Vùng Derry mở rộng, khu vực đó trong vòng khoảng 20 dặm (32 km) từ thành phố, có dân số 237.000 người. Khu vực này bao gồm các huyện của thành phố Derry và các bộ phận của Limavady, Strabane huyện, và Đông Bắc Donegal.